# Опсада Јерусалима (1244)
Опсаду Јерусалима 1244. године извршио је ајубидски владар Египта, Ејуб. Завршена је падом Јерусалима под Ајубиде.

## Опсада
Године 1187. након Хитинске битке, Саладин осваја Јерусалим чиме изазива покретање Трећег крсташког рата. Убрзо након повлачења крсташа из Свете земље умире Саладин (4. марта 1193), а власт преузима његов брат Малик ел Адил. Период владавине Малик ел Адила је период релативнг мира између крсташа и муслимана. Малик ел Адил је умро убрзо након избијања Петог крсташког рата. Његова држава је подељена између тројице синова: Ал-Камил добија Египат, Ал-Муазам Јерусалим и Дамаск а ел Ашраф Муса Џизру. Малик ел Камил убрзо улази у сукоб са Муазамом и склапа договор са светоримским царем Фридрихом II. У договору са египатским султаном, Фридрих 1228. године покреће Шести крсташки рат и осваја Јерусалим. Јерусалим је остао у рукама хришћана током читаве Камилове владавине. Након Камилове смрти (1238), египатски престо поделила су двојица његових синова: Ејуб и Ел Адил II. Ејуб убија Ел Адила и преузима власт над целом земљом. Потом је раскинуо мир са крсташима који је трајао још од Шестог крсташког рата.

## Битка
Ејубов војсковођа, мамелук Бајбарс, напада и наноси пораз крсташима у бици код Форбије 1244. године. Потом је опседнут сам Јерусалим. Након краткотрајног отпора, град је пао 15. јула 1244. године. Освајачи су град оставили у рушевинама, а хришћанство становништво десетковали. Оставили су у животу свега 2000 људи (хришћана и муслимана).

## Последице
Поновни пад Јерусалима у муслиманске руке изазвао је покретање Седмог крсташког рата од стране француског краља Луја IX. Међутим, Седми крсташки рат, као ни касније Осми крсташки рат, нису довели до ослобађања Јерусалима. Ајубидска династија је смењена 1250. године. Власт преузима мамелучка династија Бахри која оснива Мамелучки султанат. Након 1244. године, Јерусалим је остао у муслиманским рукама. Хришћанска власт у Јерусалиму биће обновљена тек 1917. године када га Британци у Првом светском рату освајају од Османског царства.